# Simon Critchley

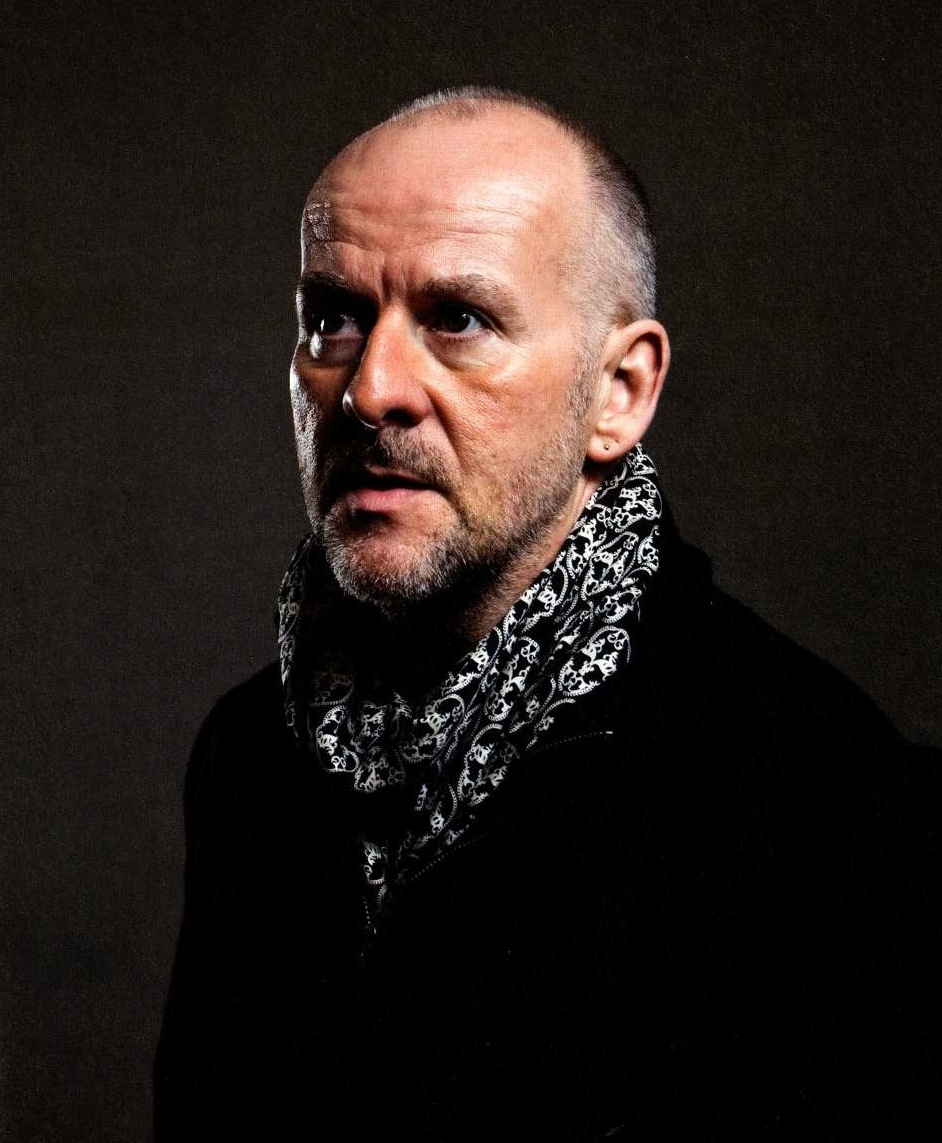
Simon Critchley (* 1960), englischer Philosoph.

Simon Critchley (* 27. Februar 1960) ist ein englischer Philosoph. Seine Hauptinteressen sind Kontinentalphilosophie, Ethik und Politik, die Beziehung zwischen Philosophie und Dichtung und das Wesen des Humors. Er beschäftigt sich unter anderem mit Martin Heidegger, Sigmund Freud, Jacques Derrida, Maurice Blanchot und Jacques Lacan.

## Akademische Laufbahn
Critchley studierte an der University of Essex, England, und an der Universität Nizza Sophia-Antipolis, Frankreich. 1999 wurde er Professor an der University of Essex, wo er auch Direktor des «Centre for Theoretical Studies» wurde und eng mit Ernesto Laclau zusammenarbeitete. Von 1994 bis 1999 war Critchley Präsident der «British Society for Phenomenology» und von 1998 bis 2004 war er Programmleiter des Collège international de philosophie in Paris. Seit 2004 ist er Professor an der New School for Social Research in New York und blieb Teilzeitprofessor an der University of Essex. Er ist Gastprofessor an der Universität Sydney in Australien und an der University of Notre Dame, USA.

## Werk
In seinem ersten Buch, The Ethics of Deconstruction: Derrida and Levinas (1992), beschäftigt sich Critchley mit der ethischen Dimension der Dekonstruktion. Critchley findet den ethischen Impuls Derridas in seiner Auseinandersetzung mit dem Werk von Emmanuel Levinas.
Sein zweites Buch, Very Little… Almost Nothing: Death, Philosophy, Literature (1997), macht sein Interesse deutlich an der Beziehung zwischen Philosophie und Literatur und der Problematik des Nihilismus. Im Zentrum steht die Frage nach dem Sinn des Lebens in einer Welt, die geprägt ist durch die Absenz religiösen Glaubens.
Die Aufsatzsammlung Ethics-Politics-Subjectivity: Essays on Derrida, Levinas, and Contemporary French Thought (1999) zeigt eine zunehmend politische und psychoanalytische Wende in Critchleys Denken.
In Continental Philosophy: A Very Short Introduction (2001) spricht Critchley die andauernde Frage des Misstrauens, der Feindschaft und der gegenseitigen Entstellung zwischen den zwei Haupttraditionen der westlichen Philosophie an, der analytischen und der kontinentalen Philosophie.
In On Humour (2002) (dt.: Über Humor, 2004) argumentiert Critchley, dass der Humor eine Situation verändern und daher eine kritische Funktion ausüben kann.
Durch eine ausgedehnte Meditation über die Dichtung von Wallace Stevens untersucht Critchley in Things Merely Are: Philosophy in the Poetry of Wallace Stevens (2005) die Beziehung zwischen der Philosophie und der Dichtung.
Infinitely Demanding (2007), (dt.: Unendlich fordernd, 2008) ist eine systematische Sicht über seine philosophischen Positionen, in dem er für einen ethisch engagierten politischen Anarchismus eintritt.
In dem nur auf Deutsch erschienenen Titel Der Katechismus des Bürgers (2008) widmet sich Critchley anhand einer Lektüre von Rousseaus Gesellschaftsvertrag dem Verhältnis von Politik, Gesetz und Religion, wobei er das Religiöse und Fiktionale als unverzichtbare Bedingung einer Konzeption von Politik und Gesetz erscheinen lässt, ohne dabei in eine „Re-Theologisierung“ zurückzufallen.
In seinem Essay Mystischer Anarchismus (2012) vergleicht er verschiedene Traditionen des Anarchismus und stellt Bezüge zwischen Religion und Politik her.